# Sclerolaena lanicuspis
Sclerolaena lanicuspis är en amarantväxtart som först beskrevs av Ferdinand von Mueller, och fick sitt nu gällande namn av Ferdinand von Mueller och George Bentham. Sclerolaena lanicuspis ingår i släktet Sclerolaena och familjen amarantväxter. Inga underarter finns listade i Catalogue of Life.

## Bildgalleri

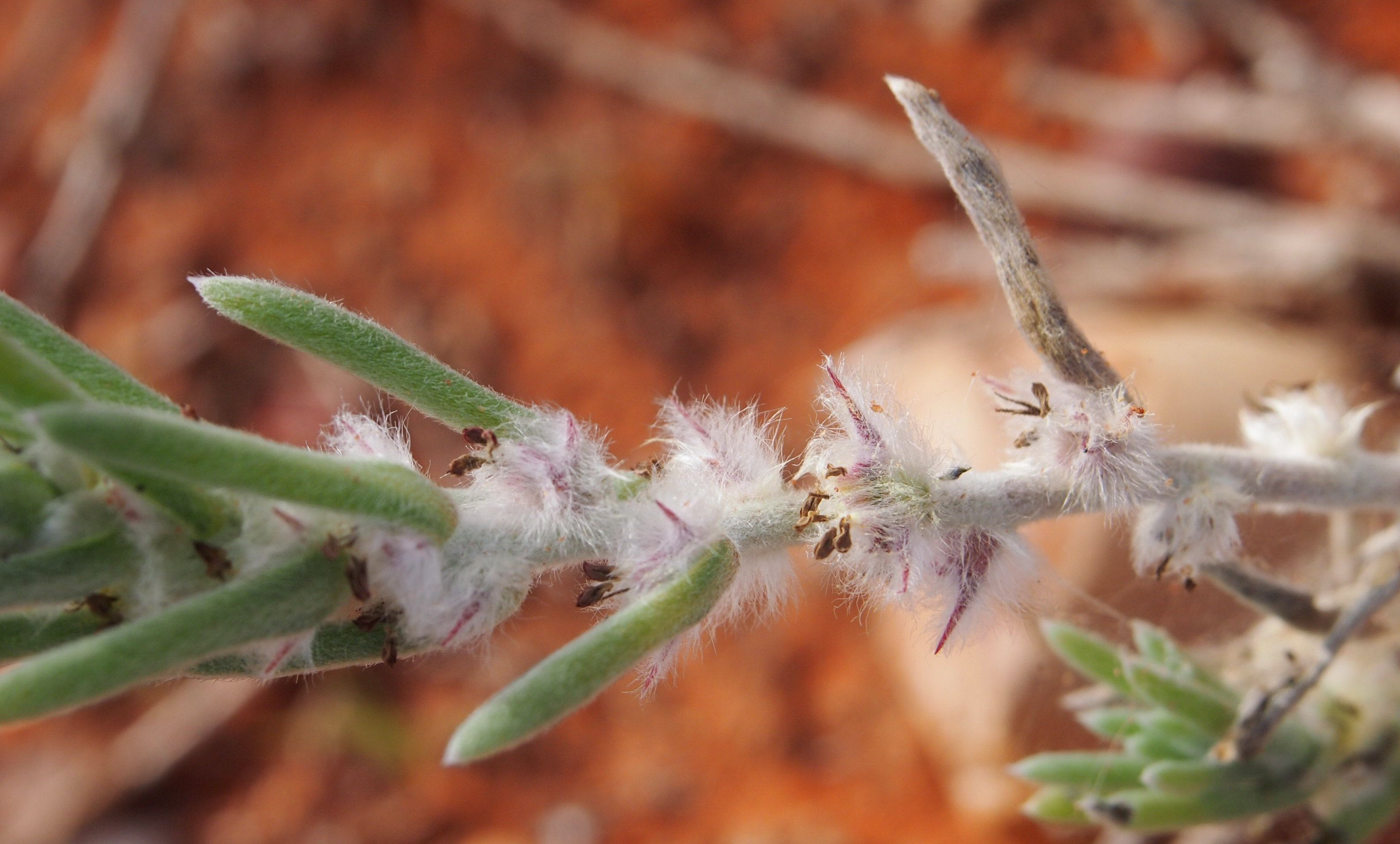
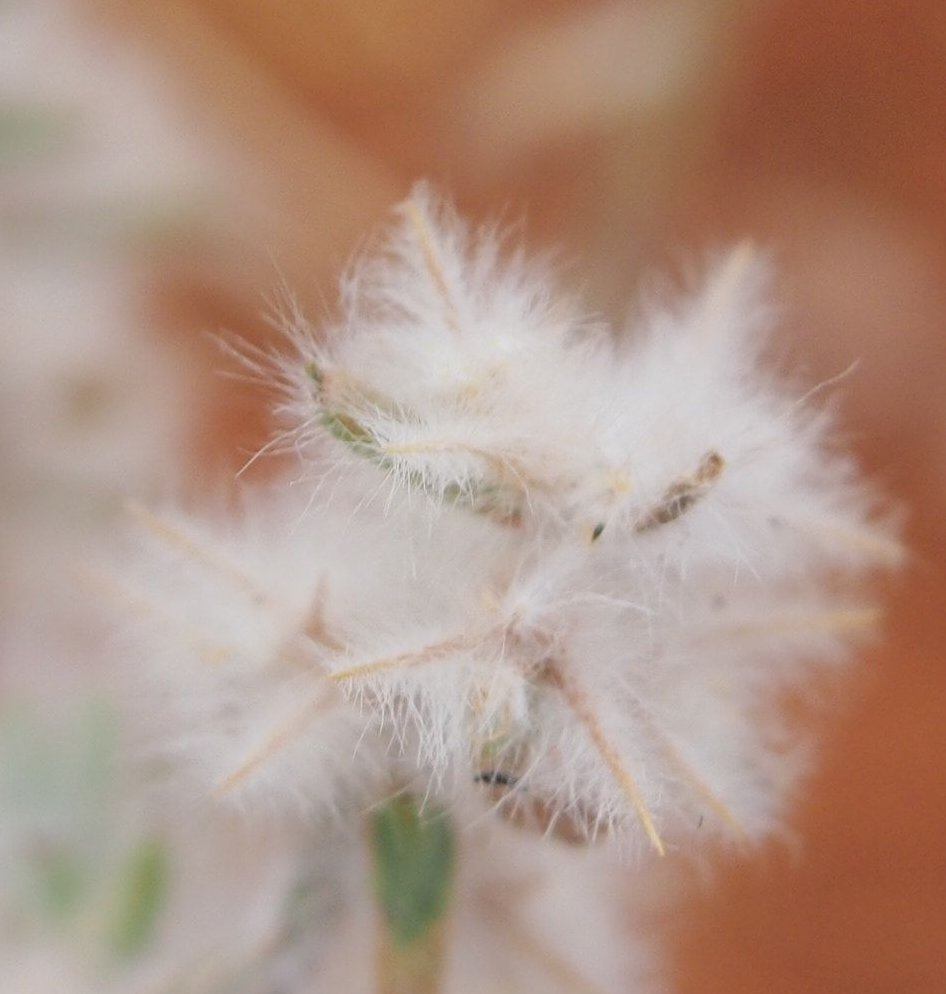
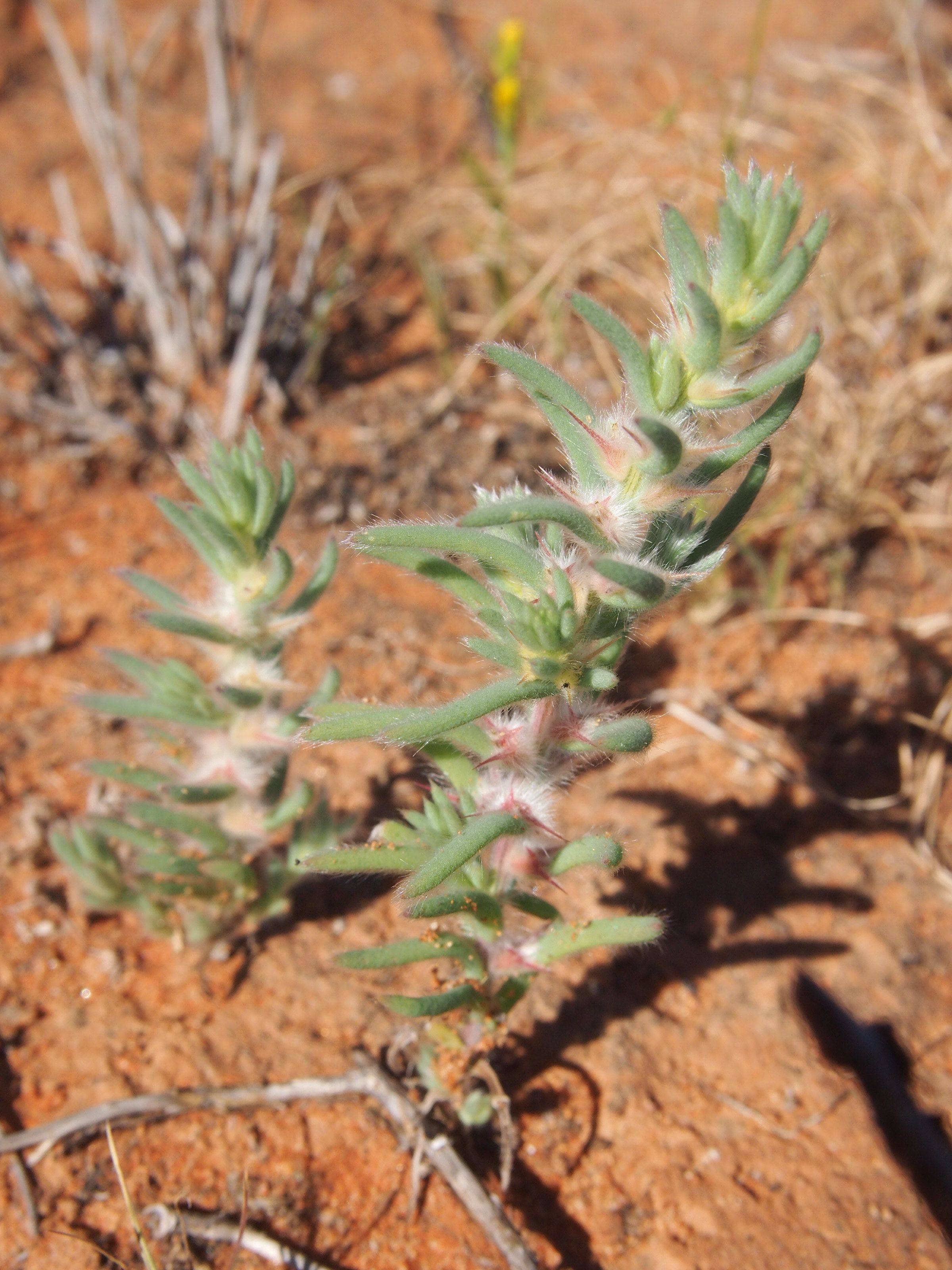
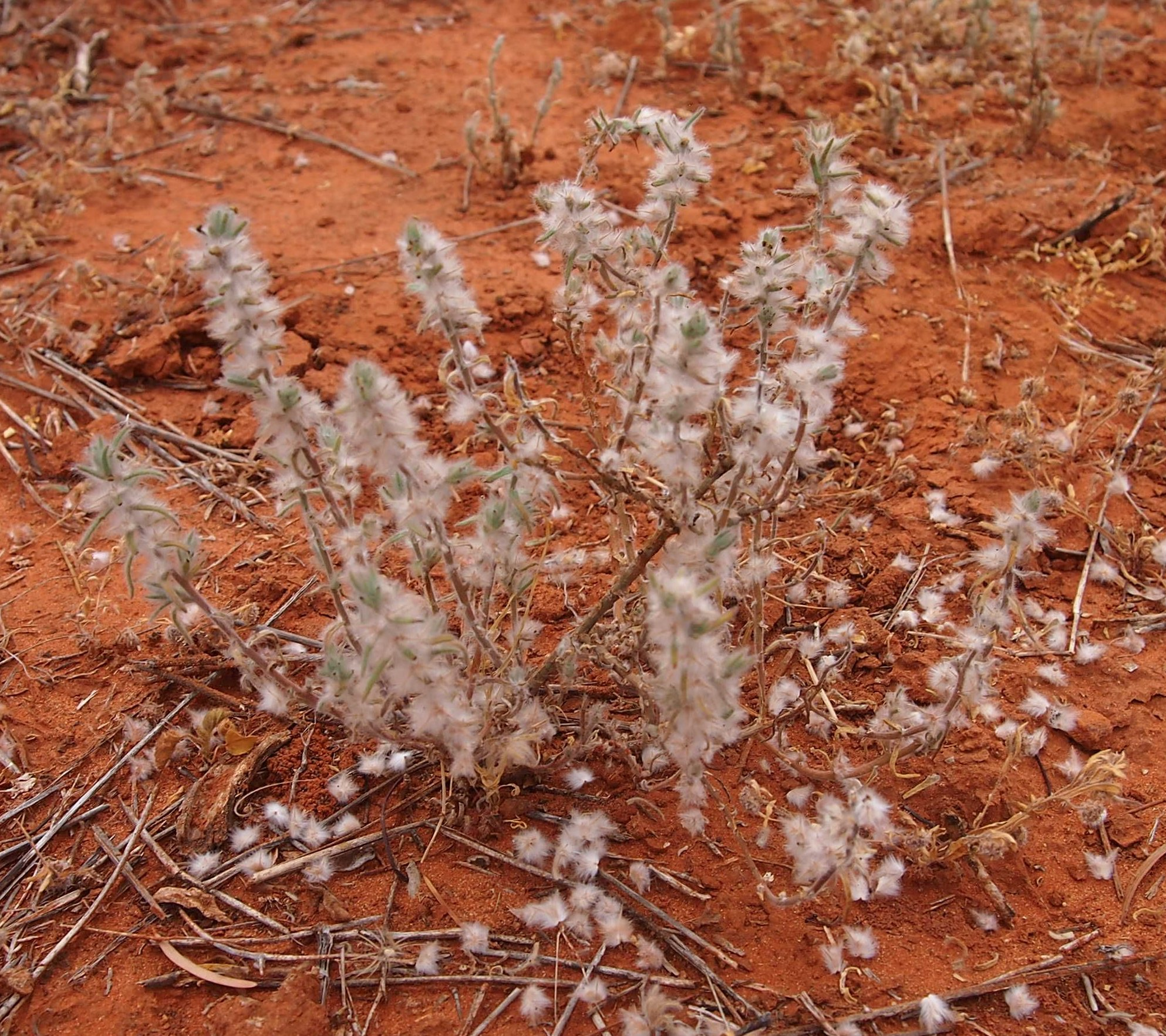